# 邓肯·桑兹
邓肯-桑兹男爵埃德温·邓肯·桑兹，CH，PC（/sændz/；1908年1月24日—1987年11月26日）是一位英国政治家，担任20世纪50年代至60年代保守党政府的大臣。他是温斯顿·丘吉尔的女婿。

## 早年生活
桑兹于1908年1月24日出生在多塞特郡桑福德奥卡斯马诺豪斯。他的父亲叫做乔治·约翰·桑兹，是一名保守党议员；他的母亲叫做米尔德丽德·海伦·卡梅伦。桑兹12岁那年（即1921年）的1月，他的父母离异了。当年10月，母亲与弗雷德里克·汉密尔顿·利斯特再婚，改名为米尔德丽德·海伦·利斯特。桑兹在伊顿公学和牛津大学莫德林学院接受了教育。

## 早期经历
1930年。桑兹加入了外交事务部，在伦敦的外交事务部和柏林的大使馆共工作。
在1935年3月的补选中，桑兹击败了无党籍保守派候选人伦道夫·丘吉尔，获选成为南伦敦诺伍德选区的保守党议员。
1935年5月，桑兹在自己的一段话中，表达了“德国应该主导中欧，这样，英国就可以不受对手干扰，专心致志的追求殖民地利益”的观点。

### 邓肯·桑兹案
1937年，桑兹进入本地军队皇家炮兵第51（伦敦）重型防空兵团服役。.1938年，他就自己在本地军队的服役经历，向下议院询问了有关国家安全的问题。随后，两名身份不明的男子（据推测，他们可能来自特工部门）找到了他，并威胁要根据1920年官方机密法起诉他。桑兹将此事报告给了特权委员会，委员会作出论断，认为议员虽然可以被议会惩罚，但是他们披露信息的行为并不能受到立法的约束。后来的1939年官方机密法就是依据此次事件制定的。

## 战时经历
第二次世界大战期间，桑兹跟随皇家炮兵第51（伦敦）重型防空兵团，参加了挪威战役。他的一条腿在战斗中受伤，从此落下了终生的瘸腿。
桑兹的岳父（即温斯顿·丘吉尔）任命他为战时联合政府的陆军部财政秘书，任期从1941年到1944年。1944年至1955年，他转任联合政府和丘吉尔看守内阁的工程大臣。除了担任大臣，他还在这段时期里担任负责防御德国火箭的战时内阁委员会主席，经常与科学家及情报专家雷金纳德·维克托·琼斯爆发冲突。然而，他在1945年大选中失去了职位。次年，他辞去了自己在本地军队的中校军职。

## 战后经历
1947年，桑兹在英国成立了欧洲运动，并借此在1950年至1951年期间任歐洲理事會議員大會议员。1950年大选中，他作为斯特里汉姆选区候选人，再一次胜选成为英国议员。1951年，保守党重掌大权，桑兹被任命为军需大臣。在担任这个职位的大部分时间中，他的私人秘书是杰克·查尔斯。1954年起，桑兹开始担任住房大臣，并颁布了清洁空气法。他于次年实施绿化地带制度。
1957年，桑兹被调任为国防大臣，没多久，他就出台了1957年国防白皮书，建议英国皇家空军终止使用战斗机，并开始采用导弹科技。虽然随后的几位国防大臣逆转了这条政策，但由于订单的减少和研究经费的削减，英国许多家飞机制造商倒闭了。担任国防大臣的桑兹见证了多家英国军用飞机及发动机工厂的合并。
桑兹担任的下一个职位是英联邦关系大臣，两年后，他又兼任殖民地大臣，直到1964年保守党政府下台。这段时期中，他给予了几个殖民地独立，并代表英国对东非一些新的独立国家之间军事冲突作出了反应。
1964年保守党下台后，桑兹留在了影子内阁里，直到1966年被爱德华·希思解雇。在罗得西亚单方宣布独立引发的争端中，桑兹坚决地支持了伊恩·史密斯。1970年大选中保守党大胜，却并没有给予桑兹职位，而是让他担任英国驻欧洲委员会及西欧联盟代表团的领导。1972年，桑兹宣布退休，次年，他获得了名誉勋位。
1974年，桑兹从议会退休，被授予终生爵位。鉴于已经有一个家族拥有了桑兹男爵的爵位，桑兹仿照乔治·布朗，把自己的名字并入了爵位——西敏市的邓肯-桑兹男爵。桑兹是保守党星期一俱乐部早期的活跃成员。

## 私生活
1935年，邓肯·桑兹与未来的首相温斯顿·丘吉尔之女黛安娜·丘吉尔结婚。两人于1960年离异。
1962年，桑兹又与玛丽-克莱尔·施米特（前夫为第二代赫德森子爵罗伯特·赫德森）结婚。这段婚姻一直持续到桑兹去世。
一直以来，人们猜测桑兹是阿盖尔公爵夫人玛格丽特（当时被认为是）可耻的离婚案中，身份被隐藏的“无头男子”。
1987年11月26日，桑兹逝世在伦敦的家里。
桑兹的尸体安葬在多塞特郡奇尔德奥克福德的圣尼古拉教堂庭院中。他的墓碑上摆放着一块水平的白色石板。

## 儿女
桑兹与第一任妻子黛安娜·丘吉尔的儿女：
- 朱利安·桑兹 (1936年9月19日–1997年8月15日)
- 埃德温娜·桑兹（英语：Edwina Sandys） (1938年12月22日出生)
- 西莉亚·桑兹 (1943年5月18日出生)。她先后与迈克尔·肯尼迪和丹尼斯·沃尔特斯（英语：Dennis Walters）（1979年离异）结婚。

桑兹与第二任妻子玛丽-克莱尔·施米特的女儿：
- 劳拉·桑兹（英语：Laura Sandys） (1964年6月5日)。她是南赛尼特的保守党议员，常常被人错误地认为与温斯顿·丘吉尔有关。

## 爱好
桑兹十分爱好建筑史。他曾于1956年成立市民信托基金，并担任其主席。英国皇家建筑师协会曾于1968年授予他荣誉会员的称号，后来，皇家城镇规划机构也授予了他荣誉成员的称号。同时，桑兹也是世界安全信托基金的受托人。
1969年至1984年间，桑兹担任Europa Nostra的主席，负责保护欧洲文化建筑遗产。
桑兹还担任过阿散蒂金矿公司的董事，后来，该公司并入了桑兹担任董事长的Lonrho集团。但是，桑兹因此陷入了一项丑闻：有人揭发Lonrho集团，称它收买了许多非洲国家、打破了针对罗得西亚的国际制裁，并引发了被称作“展现了资本主义令人不快又无法接受的一面”的事件（泰尼·罗兰解雇8名董事事件）。

## 职位概要
- 联合政府
  - 1941年7月20日-1943年2月7日，任陆军部财政秘书
  - 1943年2月7日-1944年11月21日，任军需部国会秘书
  - 1944年11月21日-1945年5月25日，任工程大臣
- 看守政府
  - 1945年5月25日-1945年7月26日，任工程大臣
- 保守党政府
  - 1951年10月31日-1954年10月18日，任军需大臣
  - 1954年10月18日-1957年1月13日，任住房和地方政府大臣
  - 1957年1月13日-1959年10月14日，任国防大臣
  - 1959年10月14日-1960年7月27日，任航空大臣
  - 1960年7月27日-1962年7月13日，任英联邦关系大臣
  - 1962年7月13日-1964年10月16日，任英联邦关系和殖民地大臣

## 延伸阅读
- Cowling, Maurice（英语：Maurice Cowling）, The Impact of Hitler – British Policies and Policy 1933–1940, Cambridge University Press, 1975, p. 415, ISBN 0-521-20582-4.